# Czwarta edycja Seiyū Awards
Czwarta edycja Seiyū Awards – ceremonia wręczenia nagród japońskim aktorom głosowym, która odbyła się w dniu 6 marca 2010 r. w Teatrze UDX w Akihabara (Tokio). Głosowanie trwało od 1 października 2009 do 1 stycznia 2010.

## Lista zwycięzców
| Najlepszy aktor pierwszoplanowy                                          |                           |                                                   |                                                        |
| Zwycięzcy                                                                | Agencja                   | Postacie animowane                                | Anime                                                  |
| Daisuke Ono                                                              | Mausu Promotion           | Sebastian Michaelis                               | Kuroshitsuji                                           |
| Najlepsza aktorka pierwszoplanowa                                        |                           |                                                   |                                                        |
| Miyuki Sawashiro                                                         | Mausu Promotion           | Canaan Lag Seeing Ayane Yano                      | CANAAN Tegami Bachi Kimi ni todoke                     |
| Najlepsi aktorzy ról drugoplanowych                                      |                           |                                                   |                                                        |
| Daisuke Namikawa                                                         | Across Entertainment      | Mikage Shōta Kazehaya                             | 07-Ghost Kimi ni todoke                                |
| Shin’ichirō Miki                                                         | 81 Produce                | Roy Mustang Lockon Stratos                        | Fullmetal Alchemist: Brotherhood Mobile Suit Gundam 00 |
| Najlepsze aktorki ról drugoplanowych                                     |                           |                                                   |                                                        |
| Kikuko Inoue                                                             | Office Anemone            | Sanae Furukawa Grace O’Connor                     | Clannad After Story Macross Frontier                   |
| Yui Horie                                                                | VMS                       | Minori Kushieda Tsubasa Hanekawa                  | Toradora! Bakemonogatari                               |
| Najlepsze objawienie wśród aktorów                                       |                           |                                                   |                                                        |
| Atsushi Abe                                                              | Ken Production            | Toma Kamijo                                       | Toaru majutsu no Index                                 |
| Tomoaki Maeno                                                            | Arts Vision               | Tōya Fujii Saku Ooyagi                            | White Album Sora no Manimani                           |
| Najlepsze objawienie wśród aktorek                                       |                           |                                                   |                                                        |
| Kanae Itō                                                                | Aoni Production           | Mihoshi Akeno Koume Suzukawa Amu Hinamori         | Sora no Manimani Taishō Yakyū Musume Shugo Chara!      |
| Aki Toyosaki                                                             | Music Rayn                | Yui Hirasawa Kana Nakamachi                       | K-On! Kanamemo                                         |
| Nagroda Kids Family                                                      |                           |                                                   |                                                        |
| Wasabi Mizuta                                                            | Aoni Production           | Doraemon                                          | Doraemon                                               |
| Najlepsza Osobowość Radiowa                                              |                           |                                                   |                                                        |
| Zwycięzca                                                                | Agencja                   | Program radiowy                                   | Stacja radiowa                                         |
| Masaya Onosaka                                                           | Aoni Production           | Atsumare Masakano Henshuū-bu A&G GAME MASTER GT-R | Radio Kansai Cho!A&G (AGQR)                            |
| Najlepszy występ muzyczny                                                |                           |                                                   |                                                        |
| Zwycięzca                                                                | Dyskografia               | Piosenka                                          | Anime                                                  |
| Aki Toyosaki, Yōko Hikasa, Satomi Satō, Minako Kotobuki, Ayana Taketatsu | Pony Canyon               | Hōkago Teatime                                    | K-On!                                                  |
| Nagrody za osiągnięcia artystyczne                                       |                           |                                                   |                                                        |
| Zwycięzcy                                                                | Agencja                   |                                                   |                                                        |
| Tesshō Genda                                                             | 81 Produce                |                                                   |                                                        |
| Nobuo Tanaka                                                             | Haikyo                    |                                                   |                                                        |
| Kazuko Sugiyama                                                          | Aoni Production           |                                                   |                                                        |
| Nagroda za specjalne osiągnięcia                                         |                           |                                                   |                                                        |
| Kazue Takahashi                                                          | Freelancer                |                                                   |                                                        |
| Nagroda Kei Tomiyama                                                     |                           |                                                   |                                                        |
| Nana Mizuki                                                              | Sigma Seven               |                                                   |                                                        |
| Nagroda od zagranicznych fanów                                           |                           |                                                   |                                                        |
| Mitsuki Saiga                                                            | Ken Production            |                                                   |                                                        |
| Nagroda Synergy                                                          |                           |                                                   |                                                        |
| Nagroda                                                                  | Aktorzy                   |                                                   |                                                        |
| Mobile Suit Gundam                                                       | Toru Furuya Shūichi Ikeda |                                                   |                                                        |